# Coux (Charente-Maritime)
Coux település Franciaországban, Charente-Maritime megyében. Lakosainak száma 484 fő (2022. január 1.). Coux Chamouillac, Chartuzac, Expiremont, Montendre, Rouffignac, Souméras és Tugéras-Saint-Maurice községekkel határos.

## Népesség
A település népességének változása:
| Lakosok száma | 494  | 400  | 400  | 433  | 466  | 452  | 456  | 473  | 476  | 484  |
|               | 1968 | 1982 | 1990 | 2006 | 2013 | 2015 | 2017 | 2019 | 2020 | 2022 |